# Thomas Brothers Monoplane
Thomas Brothers Monoplane (spotykana także nazwa Thomas Monoplane) – czwarty samolot zaprojektowany i zbudowany w zakładach Thomas Brothers Company w 1913 i pierwszy samolot jednopłatowy tej firmy.

## Tło historyczne
W 1910 William T. Thomas pracując w stodole w Hammondsport zbudował swój pierwszy samolot znany po prostu jako Biplane. Później w 1910 założona przez niego i jego brata Olivera Thomasa firma Thomas Brothers Company przeniosła się do Bath, gdzie bracia kontynuowali prace nad nowymi konstrukcjami.  Drugim samolotem zaprojektowanym i zbudowanym przez nich był model TA będący udoskonaloną wersją Biplane'a, trzecim był TA Tractor. Thomas Monoplane był czwartym samolotem zaprojektowanym i zbudowanym przez braci Thomas, a zarazem pierwszym jednopłatowcem zbudowanym w tej firmie.

## Opis konstrukcji
Thomas Monoplane był jednosilnikowym jednopłatowcem o konstrukcji drewnianej krytej płótnem.
Początkowo planowano, że napęd samolotu będzie stanowił silnik Kirkham z reduktorem obrotów, jednak ostatecznie został wyposażony w 60-konny czterocylindrowy silnik Maximotor.
Podwozie samolotu składało się z dwóch płóz, do których przymocowane były po dwa koła.
Skrzydła samolotu były kryte materiałem Goodyear No. 10 w kolorze żółto-brązowym (buff), kadłub był kryty tym samym materiałem w kolorze szarym, części metalowe samolotu był emaliowane w kolorze zielonym, wszystkie części drewniane były pokryte pokostem.
Rozpiętość samolotu wynosiła 9,75 m, długość samolotu od piasty śmigła do ogona wynosiła 7,9 m, długość całkowita od czubka wystających przed dziób płóz do ogona wynosiła 9,1 m. Masa samolotu wynosiła około 335 kg, a pojemność zbiornika paliwa 75 l.

## Historia
Pierwszy lot samolotu odbył się na wiosnę w 1913.